# Parque nacional de Intanki
El parque nacional de Intanki está localizado en el estado de Nagaland en India. El Santuario está a una distancia de 37 kilómetros de Dimapur y 111 kilómetros de Kohima en Nagaland.

## Historia
El entonces Diputado Comisionado de Naga Hills, J.H. Hutton propuso la creación de un bosque de reserva en el valle de Ntangki- Dhansiri en 1920. Para su búsqueda envió un equipo de reconocimiento a la aldea de Beisumpui el 7 de febrero de 1921, cuando Dekelung era el GB de la aldea. El equipo de buqueda con Namswange y Nkuilalung como guías tomó tres meses para llevar a cabo esta tarea. Por lo tanto, después de observar todas las formalidades, el gobernador en consejo declaró la formación del Bosque Reservado de Ntangki con un área aproximada de 44,800 acres en una Notificación No.1186R con fecha 7 de mayo de 1923, a partir del 15 de junio de 1923. Por otra Notificación No.2005R de fecha 18 de julio de 1927, el gobernador en Consejo adjuntó otros 5,120 acres de tierras forestales para ser añadidos al Bosque Reservado de Ntangki. Más tarde, el Gobierno de Nagaland mediante una notificación No.ROP-158/74 de fecha 22 de abril de 1975 declaró el Bosque Reservado de Ntangki comprendiendo un área de 20,202 hectáreas como santuario de vida salvaje, y lo nombró Santuario de Vida Silvestre Ntangki con efecto a partir del 1 de abril de 1975. El Gobierno de Nagaland a través de otra Notificación No.FOR-43/83 de fecha 3 de marzo de 1993 volvió a bautizarlo de Santuario de Vida Silvestre Ntangki al nuevo nombre de parque nacional de Ntangki.

## Fauna
Entre las especies que habitan el parque son el gibón, cigüeña negra, tigre, y oso hocicón, sambar, elefante indio o asiático, muntjac.

## Información del parque

### Actividades
La mejor época para visitar el parque es entre los meses de noviembre y febrero.